# François Cardinal
François Cardinal est un journaliste québécois. 
Il a couvert pendant 25 ans divers secteurs comme la politique provinciale, l'environnement et les affaires urbaines. Il est actuellement éditeur adjoint et vice-président Information au quotidien La Presse, où il est entré en 2002. Il est également chroniqueur à la télé et à la radio.
François Cardinal est l’auteur des essais Le mythe du Québec vert, Perdus sans la nature, ainsi que Et si la beauté rendait heureux, qu’il a coécrit avec l’architecte Pierre Thibault. Il a aussi dirigé les ouvrages collectifs Rêver Montréal : 101 idées pour relancer la métropole, Lâchez pas, les gars !, ainsi que La Révolution Z.
Il a reçu le prix Judith-Jasmin, pour le meilleur texte d’opinion de l’année au Québec, ainsi que le prix Claude-Ryan, qui récompense l’éditorialiste canadien de l’année.
Il a notamment reçu le prix de la présidence de l’Institut royal d’architecture du Canada en 2015 et le prix Blanche-Lemco-Van Ginkel de l’Ordre des urbanistes du Québec en 2013 pour sa « contribution significative au développement de l’urbanisme au Québec ».
François Cardinal a aussi œuvré comme journaliste au quotidien Le Devoir, où il a exercé les fonctions de pupitreur, de reporter et de correspondant parlementaire à l’Assemblée nationale. 
Il a auparavant été reporter au Journal de Montréal, en plus d’avoir été rédacteur en chef des magazines Ski Presse, Sno-Québec et Aventure Presse.
Il est le fils de Jean-Guy Cardinal, ancien doyen de la faculté de droit de l’Université de Montréal, membre du Conseil législatif du Québec (1967-1968), député (1968-1973, 1976-1979) et ministre de l'Éducation (1967-1970).

## Publications
- 2007 : Le mythe du Québec vert
- 2010 : Perdus sans la nature : pourquoi les jeunes ne jouent plus dehors et comment y remédier
- 2013 : Rêver Montréal : 101 idées pour relancer la métropole
- 2016 : Et si la beauté rendait heureux
- 2019 : Lâchez pas, les gars!
- 2019 : La Révolution Z : comment les jeunes transformeront le Québec